# Gud, fullkomlighetens källa
Gud, fullkomlighetens källa är en kristen psalm. Texten är skriven av Balthasar Münter och översatt till svenska av Johan Åström.

## Publicerad i
- 1819 års psalmbok, som nummer 219 under rubriken "Förhållandet till Gud".
- Den svenska psalmboken 1937, som nummer 295 under rubriken "Tro, förlåtelse, barnaskap".